# Florø
Florø je město v kraji Vestland v Norsku. Je to nejzápadnější město na pevnině v severských zemích. Město má celkovou rozlohu 6,45 km² a v roce 2018 zde žilo 9 024 obyvatel s hustotou zalidnění 1399 obyvatel na kilometr čtvereční.

## Původ názvu
Název města je odvozen od staré farmy Flora (staroseversky Flóra), poblíž které bylo město Florø postaveno. Původ názvu je nejistý, patrně byl odvozen od slova flórr (podlaha nebo rovina), nebo od slova flóð (povodeň, zaplavení).

## Historie
Florø bylo založeno jako město (ladested) v roce 1860. Krátce po svém založení, 3. ledna 1861, bylo vyčleněno z bývalé obce Kinn a stalo se samostatnou obcí s počtem obyvatel 846.

## Kultura
Město má kulturní centrum Florø Kulturhus, které nabízí širokou škálu kulturních akcí a programů od divadelních představení přes koncerty po promítání filmů v kině.

## Doprava
Doprava ve městě Florø zahrnuje následující možnosti:
- Letecká: florøské letiště poskytuje pravidelné lety do Osla.
- Námořní : město obsahuje dobře vybudovaný přístav, který je důležitým uzlem pro námořní dopravu.
- Silniční: Florø je dobře propojeno se silniční sítí, která umožňuje snadný přístup do a z města.
- Veřejná: ve městě se využívá síť autobusů a trajektů.

## Pozoruhodnosti
- Muzeum pobřežního dědictví Sogn og Fjordane – představuje místní typy lodí
- Brandsoyasen – hora, která nabízí 360stupňový výhled, považovaná za jednu z nejkrásnějších v Norsku[zdroj⁠?!]
- Sørstrand Folkepark – pěší oblast, která je otevřena pro návštěvníky.
- Ostrov Kinn – smaragdově zelený, travnatý ostrov známý svou scenérií, historií a středověkým kostelem
- Svanøy – nejjižnější a nejbujnější ostrov na Florø, známý produkcí vysoce kvalitní zvěřiny a lososa.
- Skalní rytiny Ausevika – jedny z největších skalních rytin v Norsku, přičemž figurky byly vytvořeny asi před 3 000 lety.